# Hima Das
Hima Das (en assamais, হিমা দাস, née le 9 janvier 2000 à Dhing en Assam) est une athlète indienne, spécialiste du 400 m.

## Carrière
Elle est la première femme indienne à remporter un titre mondial (junior) en athlétisme lors des championnats du monde juniors 2018 à Tampere. Le 25 août, en séries des Jeux asiatiques de Jakarta, elle bat son record personnel et le vieux record d'Inde datant de 2004, en 51 s 00. Le lendemain, elle remporte la médaille d'argent en finale et porte son record à 50 s 79, derrière la favorite Salwa Eid Naser (50 s 09). Le 28, elle remporte une médaille d'argent dans l'inauguration internationale du relais 4 x 400 m mixte avec ses coéquipiers, en 3 min 15 s 71, derrière le Bahreïn. Le 30, elle clôt sa compétition en remportant le titre au relais 4 x 400 m en 3 min 28 s 72, devant le Bahreïn et le Viêt Nam.

## Palmarès
| Date | Compétition                   | Lieu       | Résultat | Épreuve       | Temps         |
| ---- | ----------------------------- | ---------- | -------- | ------------- | ------------- |
| 2017 | Championnats du monde cadets  | Nairobi    | 5e       | 200 m         | 24 s 39       |
| 2018 | Jeux du Commonwealth          | Gold Coast | 6e       | 400 m         | 51 s 32       |
| 2018 | Jeux du Commonwealth          | Gold Coast | 7e       | 4 x 400 m     | 3 min 33 s 61 |
| 2018 | Championnats du monde juniors | Tampere    | 1re      | 400 m         | 51 s 46       |
| 2018 | Jeux asiatiques               | Jakarta    | 2e       | 400 m         | 50 s 79       |
| 2018 | Jeux asiatiques               | Jakarta    | 1re      | 4 x 400 m     | 3 min 28 s 72 |
| 2018 | Jeux asiatiques               | Jakarta    | 2e       | 4 x 400 mixte | 3 min 15 s 71 |

## Records
| Épreuve | Temps        | Lieu    | Date         |
| ------- | ------------ | ------- | ------------ |
| 100 m   | 11 s 43      | Chennai | 11 juin 2022 |
| 200 m   | 22 s 88      | Patiala | 21 juin 2021 |
| 400 m   | 50 s 79 (NR) | Jakarta | 26 août 2018 |